# Grindleton
Grindleton es una localidad de Inglaterra, perteneciente a Ribble Valley, en Lancashire. Contaba con 838 habitantes en 2022.

## Historia
La población es conocida por ser el lugar de nacimiento de la secta de los grindletonianos o grindletonistas (que tomaron su nombre del pueblo). Este fue uno de los numerosos grupos religiosos disidentes que florecieron en Inglaterra en el siglo XVII.

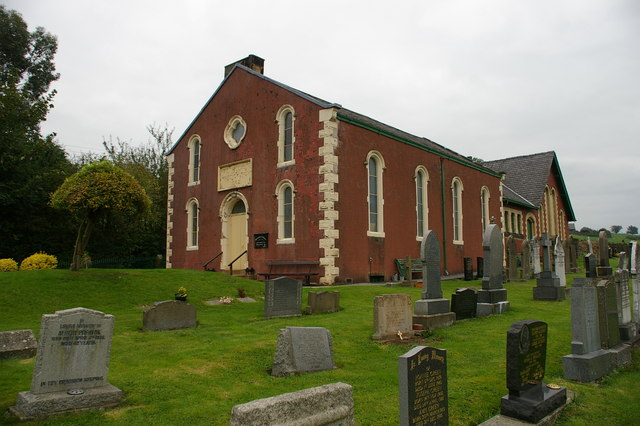
Iglesia metodista de Grindleton.